# Ferrisepiolita
La ferrisepiolita és un mineral de la classe dels silicats que pertany al grup de la sepiolita. Rep el nom per ser el Fe(III) el catió dominant i per la seva relació amb la sepiolita.

## Característiques
La ferrisepiolita és un fil·losilicat de fórmula química (Fe³⁺,Fe²⁺,Mg)₄[(Si,Fe³⁺)₆O₁₅](O,OH)₂(H₂O)₂·4H₂O. Va ser aprovada com a espècie vàlida per l'Associació Mineralògica Internacional l'any 2010, sent publicada per primera vegada el 2013. Cristal·litza en el sistema ortoròmbic. La seva duresa a l'escala de Mohs es troba entre 2 i 2,5.
L'exemplar que va servir per a determinar l'espècie, el que es coneix com a material tipus, es troba conservat al Museu Geològic de la Xina, a Beijing (República Popular de la Xina), amb el número de catàleg: m11786.

## Formació i jaciments
Va ser descoberta a la mina Saishitang, situada al comtat de Xinghai, a Hainan (Qinghai, República Popular de la Xina). També ha estat descrita al dipòsit de Bayan Obo, a Mongòlia Interior, també a la Xina, així com a d'altres indrets a Rússia, Belarús, Eslovàquia i Itàlia.